# Council of Supply Chain Management Professionals
Der Council of Supply Chain Management Professionals (CSCMP) ist ein Berufsverband zum Thema Supply-Chain-Management (SCM). Er wurde 1963 gegründet und ist der Verbesserung und Verbreitung von Forschung und Wissen über SCM gewidmet. Sitz des Hauptquartiers ist Lombard, Illinois, USA.

## Aufbau
Der Verband wird durch eine global aufgestellte Gruppe geleitet. Sitz des Verbands ist Lombard, Illinois, Vereinigte Staaten. Der CSCMP hat weltweit mehr als 8.500 Mitglieder als allen Industriezweigen, Behörden und Bildungseinrichtungen.

## Arbeitsschwerpunkte
Der CSCMP richtet die Annual Global Conference aus, die alljährlich an wechselnden Orten der Vereinigten Staaten stattfindet. Hinzu kommen eine Konferenz in Europa und zahlreiche weitere kleinere Veranstaltungen. Mit einer Online-Universität wird den CSCMP-Mitgliedern der Zugang zu Wissen aus Logistik und SCM ermöglicht.
Zu den Veröffentlichungen des CSCMP gehört das Journal of Business Logistics, das in diversen Zeitschriftenbewertungen wiederholt als eine der besten logistiknahen wissenschaftlichen Fachzeitschriften eingestuft wurde.

## Geschichte
Der Council of Supply Chain Management Professionals wurde 1963 gegründet.